# Area di Traube
Lo spazio semilunare di Traube è una regione anatomica di importanza clinica; rappresenta un'area di parete addominale in diretto rapporto con la parete anteriore dello stomaco, ed in particolare coincide con la porzione fundica di quest'ultimo.
È uno spazio a forma di mezzaluna con la convessità rivolta in alto e a sinistra. I limiti dello spazio sono dati dal bordo inferiore del polmone sinistro, dal bordo anteriore della milza, dal margine costale sinistro e infine dal margine inferiore del lobo sinistro del fegato. 
Sulla superficie corporea si proietta in un'area compresa tra la sesta costa sinistra superiormente, la linea ascellare anteriore sinistra lateralmente, ed il margine costale sinistro inferiormente.
L'interesse semeiotico di quest'area è dovuto al fatto che subito al di sotto dello spazio di Traube si trova una regione dello stomaco che di norma è piena di gas e che alla percussione produce un suono timpanico; questo timpanismo scompare o si riduce, dando un suono ottuso in caso di splenomegalia, versamento pleurico sinistro, cardiomegalia, versamento pericardico, nei tumori del fundus e retrogastrici, della borsa omentale e nei tumori retroperitoneali posterosuperiori.

L'area prende il nome dal medico tedesco Ludwig Traube, anche se questo segno fu descritto per primo da un allievo della sua scuola nel 1868.

## La splenomegalia
La milza umana normalmente misura circa 125 millimetri di lunghezza. In caso di aumento di dimensioni si parla di splenomegalia, che rappresenta un importante segno clinico. 
Ci sono due possibilità per valutare clinicamente una sospetta splenomegalia: la percussione (che può essere eseguita in questo spazio) e la palpazione.
Si deve comunque tenere presente che il reperire nell'area di Traube una certa ottusità alla percussione può anche essere un reperto normale dopo un pasto. Inoltre valutare questo segno semeiologico in soggetti obesi può essere discretamente difficile.
In letteratura medica sono numerosi gli studi che hanno cercato di valutare l'utilità dell'apprezzamento di questo segno nella diagnosi di splenomegalia. Nel 1993 una revisione sistematica effettuata dalla The Rational Clinical Examination, ha trovato che il test di percussione, effettuato per rilevare una splenomegalia, ha una sensibilità e una specificità del 62% e 72%, rispettivamente. La specificità può essere maggiore se il paziente non ha mangiato nelle ultime due ore.
Un metodo simile per valutare la splenomegalia è stato descritto da Donald O. Castell nel 1967 (cosiddetto segno di Castell).